# Цаплин, Николай Алексеевич
Никола́й Алексе́евич Ца́плин (род. 23 марта 1993 год, г. Оса, Пермская область, Россия) — российский пауэрлифтер.
Абсолютный рекордсмен России (2011), абсолютный призёр (2011), чемпион России (2014), серебряный призёр чемпионата мира (2014) по жиму лёжа.

## Биография
В 2009 году познакомился с тренером И. И. Корнейчуком; под его руководством одержал несколько значимых побед сначала на краевом, затем — на более серьёзном уровне.
В 2011 году стал абсолютным (вне зависимости от категорий) призёром России на I Первенстве страны по классическому жиму среди спортсменов 14–18 лет. В этих соревнованиях установил рекорд страны в жиме лёжа (165 кг при весе в 74 кг, рекорд не побит на 2022 год).
В марте 2014 года в своей категории (до 93 кг) стал чемпионом страны уже во взрослой категории, заняв первое место на чемпионате России по жиму лёжа в Москве.
В мае 2014 года, будучи членом российской сборной по пауэрлифтингу, завоевал серебряную медаль на чемпионате мира по жиму лёжа в г. Рёдби в наиболее престижной для пауэрлифтинга федерации IPF.
Многократный (2011, 2013, 2018) чемпион Пермского края по жиму лёжа. Рассматривался как один из ведущих спортсменов Пермского края.
Помимо действующего абсолютного рекорда России. установил три действующих краевых рекорда.
Работает тренером в пермском фитнес-клубе "Легенда".